# Ricardo Álvarez (argentinsk fodboldspiller)
 For alternative betydninger, se Ricardo Álvarez. (Se også artikler, som begynder med Ricardo Álvarez)
Ricardo "Ricky" Gabriel Álvarez (født 12. marts 1988 i Buenos Aires, Argentina) er en argentinsk fodboldspiller (offensiv midtbane), der spiller hos Sampdoria i Serie A.
Álvarez startede sin seniorkarriere i den argentinske storklub Vélez Sársfield, som han også repræsenterede som ungdomsspiller. Her var han med til at vinde to udgaver af det argentinske mesterskab, inden han i 2011 skiftede til Inter i Italien. Han har også repræsenteret Sunderland i England.

## Landshold
Álvarez står (pr. marts 2018) noteret for otte kampe og én scoring for Argentinas landshold. Han debuterede for argentinerne den 2. september 2011 i en venskabskamp mod Venezuela.
Álvarez var en del af den argentinske trup til VM i 2014 i Brasilien.

## Titler
Primera División Argentina
- 2011 (Clausura) med Vélez Sársfield